# Jacobus Gronovius
Jacobus Gronovius (James Gronovius, Jacob Gronow) (Deventer, 10 de Outubro de 1645 - Leiden, 21 de Outubro de 1716) foi um erudito e filólogo clássico holandês. Era pai do botânico Johannes Fredericus Gronovius e filho do filólogo clássico Johann Friedrich Gronovius. Sua obra mais importante foi a Thesaurus antiquitatum Graecarum (1697–1702, em 13 volumes).

## Biografia
Jacobus Gronovius estudou Filologia (literae humaniores) e Direito com seu pai em Leiden, em 1658. Em 1668, viajou para a Inglaterra, onde estudou em Oxford e Cambridge. Lá ele conheceu alguns amigos de seu pai, tais como o teólogo e orientalista Edward Pococke (1604–1691), o téologo John Pearson(1612–1686) e o filólogo Méric Casaubon(1599–1661) (este último morreu em seus braços). Ele ficou muito contente com a fundação da Royal Society e enviou uma carta de aprovação para a sociedade. Depois de alguns meses na Inglaterra, retornou para Leiden, onde publicou uma edição de Macrobius naquele ano, e outra de Políbio no mesmo ano em Amsterdam. Também foi convidado por Theophilus Hogersius(1636 - 1676) para dar aulas em Deventer, porém, ele declinou do convite porque não havia finalizado seus planos de viagem, embora o professor, procurando conquistar sua simpatia, propôs segurar a vaga até o seu retorno.
De modo que, em 1671, ele se encontrava em Paris, tendo passado antes em Brabante e Flandres. Lá ele veio a conhecer dois orientalistas, amigos de seu pai, Barthélemy d’Herbelot de Molainville (1625–1695) e Melchisédech Thévenot(c. 1620–1692), além do filólogo Henri Valois(1603–1676) e o escritor Jean Chapelain(1595-1674). Toda essa alegria foi ofuscada por notícias de falecimento do seu pai em 1672. Pouco tempo depois, ele deixou Paris para acompanhar o Sr. Adriaan van Paets(1630-1685), embaixador extraordinário dos Estados Gerais até a corte da Espanha. Eles partiram na primavera de 1672, e daí ele foi para a Itália, onde, em visita à Toscana, passou uma belíssima temporada em companhia do grande duque Cosimo III de' Medici, que, em meio a tantas demonstrações de simpatia, ofereceu-lhe um considerável estipêndio, e uma cadeira de professor de grego na Universidade de Pisa.  Este cargo era uma indicação de seu amigo Antonio Magliabechi(1633-1714), a quem visitava com frequência em Florença.
Dois anos depois, ele foi para Veneza e Pádua, voltando para a Alemanha em 1675. Da Alemanha ele foi para Leiden e daí viajou para Deventer para tomar posse de uma propriedade deixada por um tio materno. Em 1679, ele assumiu a cátedra de língua grega e de história da Universidade de Leiden, cargo esse que lhe rendia um salário de 400 florins por ano e que ele ocupou até a morte. Em 1702 ele se torna Geógrafo da Academia de Leiden.  Ele declinou o convite de Frederico, Duque da Silésia para dar aulas em Kiel, e também outro convite para ser professor em Pádua. Ele também participou nas tarefas de organização da Universidade de Leiden e ocupou nos anos 1703/1704 e 1711/1712 o cargo de reitor da Alma Mater.
Ele estava fazendo a revisão da sua obra sobre Tácito, quando perdeu sua filha mais jovem Clara Wilhelmina (1697–1716) em 12 de setembro de 1716. Ele não sobreviveu a ela por muitas semanas. A perda dolorosa fez com que ele ficasse doente, vindo a morte de pesar em 21 de outubro desse mesmo ano, aos setenta e um anos de idade.

## Família
Em 5 de Maio de 1680 casou em Rotterdam com Anna van Vredenburch (1652–1732). Com ela teve quatro filhos:
- Alida (1683–1729)
- Jan Frederik (1686–1762)
- Abraham (1695–1775)
- Clara Wilhelmina (1697–1716).

Seu filho mais velho Johan Frederik Gronovius era doutor em Medicina, botânico e renomado jurista, e o seu segundo mais velho Abraham Gronovius (1695–1775) foi filólogo e bibliotecário da Universidade de Leiden.

## Obras
- Macrobius, cum notis variorum,” Leyd. 1670, 8vo, London, 1694, 8vo.
- Polybius cum suis ae ineditis Casauboni, &c. notis,” Gr. & Lat.“Amst. 1670, 2 vols. 8vo.
- Tacitus/* ibid. 1672, 2 vols, 8vo, Utrecht, 1721, 4to, ampliada pelo seu filho Abraham Gronovius (1695-1775).
- Supplementa lacunarum in Aenea Tactico, Dione Cassio, et Arriano,” Leiden, 1675, 8vo.
- Dissertationes Epistolicae,” Amsterdam 1678, 8vo. As críticas que ele fez a Tito Lívio nessa obra o envolveram em uma disputa com o antiquariano Rafaello Fabretti (1618–1700) que publicou a obra "De Aquis et Aqureductibus veteris Romoe". Jacobus como resposta, publicou a obra "Responsio ad cavillationes R. Fabretti," Leiden, 1685, 8vo.
- Fragmentum Stephani Byzantini Grammatici de Dodone, &c.” Leiden, 1681, 4to.
- “Henrici Valesii Notae, &c. in Harpocrationem,” Leiden, 16&2, 4to, reimpressa numa edição de Blancard chamada de Harpocration, em 1683.
- "Senecae Tragediae," (Tragédias de Sêneca) Amst. 1682, 12mo., esta edição tinha sido preparada pelo seu pai antes de morrer.
- Exercitationes academicae de pernicie et casu Judoe,” Leiden, 1683, 4to, um esforço para reconciliar os relatos de São Mateus e São Lucas sobre a morte de Judas. Isto o envolveu numa discussão com Joachim Feller[10],(1638-1691) contra quem Gronovius se defendeu numa segunda edição do seu tratado publicado em Leiden em 1702, abrindo uma controvérsia com Jacobus Perizonius[11](1651-1715). Como resposta, Gronovius publicou  “Notitia et illustratio dissertationis nuperse de morte Juda?,” Leiden, 1703, 4to; e Perizonius respondeu, mas os combates se tornaram tão acalorados que os curadores da Universidade de Leiden acharam apropriado que ambos silenciassem.
- Castigationes ad paraphrasim Graeeam Enchiridii Epicteti ex codice Mediceo,” Delft, 1683, 8vo.
- Dissertatio de origine Romuli,” Leiden, 1684, 8vo, na qual ele trata os conceitos normalmente aceitos sobre a origem de Rômulo e Remo, e o fato de terem sido amamentado por uma loba, como algo fantasioso.
- Gemmae et sculpturae antiquae, depictae ab Leonardo Augustino Senensi addita earum enarratione. Amsterdam 1685, uma tradução latina do italiano Leonardo Agostini (1593-1676) sobre estas antiguidades, com um prefácio do autor.
- Pomponii Melae libri tres de situ orbis, Leiden, 1685, 8vo,
- Epistola de argutiolis Isaaci Vossii,“1687, 8vo
- Epistola ad Johannem Georgium Graevium V. Cl. de Pallacopa, ubi Descriptio ejus ab Arriano facta liberatur ab Isaaci Vossii frustrationibus,“ Leiden, 1686, 8vo.
- "Notae ad Lucianum", impressa numa edição de Johannes Georgius Graevius (1632-1703) sobre Luciano de Samósata em 2 vols. Amst. 1686, 8vo.
- Variae Lectiones &, Notae in Stephanum Byzantinum de Urbibus: publicada por Abrahamus Berkelius (1630-1688) na cidade de Leiden em 1683,
- Abrahami Gorlaei Antverpiani Dactyliothecae, seu annulorum sigillarium ... pars prima, cum explicationibus Jacobi Gronovii. Leiden 1695.
- Abrahami Gorlaei Antverpiani Dactyliothecae. Pars Secunda, seu variarum gemmarum ... cum succincta singularum explicatione Jacobi Gronovii. Leiden 1695.
- Thesaurus Graecarum antiquitatum, in quo continentur effigies virorum ac foeminarum illustrium ... , adjecta brevi descriptione singulorum ..., Bde. 1–3, Leiden 1697–1698.
- Thesaurus Graecarum antiquitatum, continens libros erudite & operose per várias aetates scriptos .... Bde. 4–12/2, Leiden 1699–1702.